# 泽西俱乐部
泽西俱乐部（英语：Jersey club）又称砖城俱乐部（英语：Brick City club），是一种電子舞曲流派，起源于20世纪90年代后期的新泽西州纽瓦克，以舞蹈为重点。泽西俱乐部起源于巴尔的摩俱乐部、bounce、crunk和纽瓦克早期的家庭场景，是一种断奏、低音重的舞曲风格，以霹雳、大约130-140 bpm的快速节奏、大声叫喊、经常以呼叫和响应的方式以及经常从嘻哈或流行音乐中截取大量样本为特征。它在新泽西、亚特兰大很受欢迎，匹兹堡，费城，纽约和华盛顿特区。泽西俱乐部音响自开发以来，受到了国际关注。

## 历史
在新泽西州纽瓦克的桑给巴尔俱乐部（Club Zanzibar），其DJ托尼·汉弗莱斯（Tony Humphries）1982年开始在这里居住，帮助“催生了有时生涩但总是充满深情的，充满福音的“深宅音乐”亚流派，被称为泽西之声。俱乐部的场景也产生了纽瓦克酒店和夜总会的舞会文化场景。另一位桑给巴尔的DJ Kerri Chandler是前任“泽西之声”各种家庭音乐的另一位先驱。像乔曼达这样的泽西艺术家在90年代早期的家庭音乐舞台。
阿比盖尔·亚当斯的家庭音乐唱片公司和商店，纽瓦克邻居东奥兰治的莫文唱片公司，是泽西音乐的另一个贡献者。
泽西俱乐部音乐在20世纪90年代发展得更为强劲，特别是在纽瓦克市（人们亲切地称之为“砖城”）。它是由“砖头强盗队”的DJ Tameil、DJ Tim Dolla、Mike V和DJ Black Mic等艺术家在20世纪90年代初至21世纪初开创的，他们主要受到巴尔的摩的影响80年代的俱乐部场景。

## 舞蹈元素
强烈重视舞蹈伴奏是泽西俱乐部文化的一个主要元素，泽西俱乐部中心活动的表演就是明证，其中包括每年夏天举行的埃塞克斯郡亮点节。
2016年的跑步男子挑战赛是一个病毒性的迷因，参与者在比赛中拍摄并分享了自己表演的一段类似于1996年歌曲“MyBoo”跑步的舞蹈的短片，是根据著名的新泽西俱乐部动作改编的。最初的视频是由新泽西州纽瓦克附近山坡的高中生在Vine上发布的。